# Vaihingen an der Enz
Vaihingen an der Enz è una città tedesca attraversata dal fiume Enz, situata nel land del Baden-Württemberg e (dal 1973) nel circondario di Ludwigsburg. Si trova a 25 km a nord-ovest di Stoccarda e a 15 km a ovest di Ludwigsburg.

## Storia
I primi documenti che menzionano Vaihingen come cittadina fatta costruire dal conte Gottfried von Vaihingen risalgono al 1252. Dopo aver accolto la Riforma introdotta dal duca Ulrico di Württemberg, durante la Guerra di Smalcalda venne occupata dalle truppe spagnole (1547) e nel corso della Guerra dei trent'anni (1618–1648) fu assediata dagli eserciti cattolici e protestanti. Nel 1635 la popolazione fu decimata dalla peste. In occasione della Guerra della Grande Alleanza, Vaihingen venne saccheggiata dai francesi e bruciata (1692–1693); in tale circostanza soltanto 20 case vennero risparmiate dalle fiamme. Una timida ripresa economica ebbe luogo nella prima metà dell'Ottocento, in seguito ad una carestia causata da una serie di cattivi raccolti che colpì gli abitanti e il bestiame tra il 1816 e il 1817. 
Nel luglio 1944 venne costruito il campo di concentramento di Vaihingen, formalmente un campo dipendente da quello di Natzweiler-Struthof. Qui centinaia di prigionieri, in gran parte ebrei polacchi del ghetto di Radom, lavorarono forzatamente in condizioni disumane. A partire da novembre del 1944 la dicitura "campo di salute e ricreazione" nascondeva la realtà raccapricciante: era infatti un campo di sterminio con una media di una trentina di morti al giorno. A Vaihingen la Seconda guerra mondiale si concluse l'8 aprile 1945 con l'invasione dell'esercito francese. 
Il 25 luglio 1969 nei cieli di Vaihingen avvenne una collisione tra due aerei da combattimento Lockheed F-104 Starfighter della Royal Canadian Air Force. Uno dei piloti perse la vita durante lo schianto, l'altro si salvò catapultandosi con il sedile eiettabile.

## Luoghi di interesse

### Musei

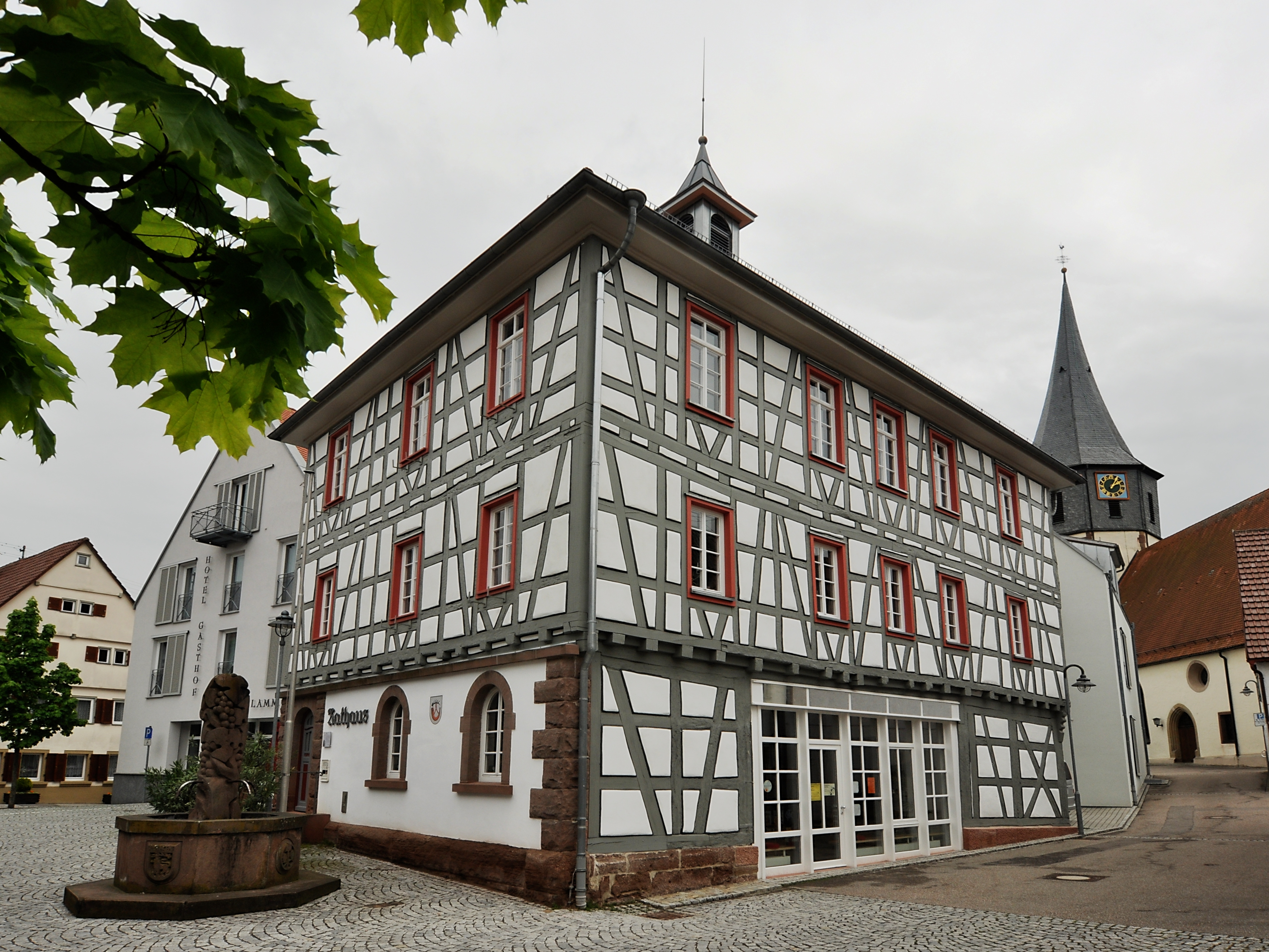
Il Municipio di Horrheim

Vaihingen ha un museo comunale nella chiesa di San Pietro, aperto ogni prima domenica del mese dalle 14.00 alle 16.00, ed un museo del vino nell'antica cantina del sobborgo di Horrheim.

### Memoriale del campo di concentramento
Il Memoriale del campo di concentramento è stato aperto nella Glattbachtal il 16 aprile 2005. Un audiovisivo di presentazione della durata di 20 minuti ricorda i tragici eventi del biennio 1944–1945.

### Municipio

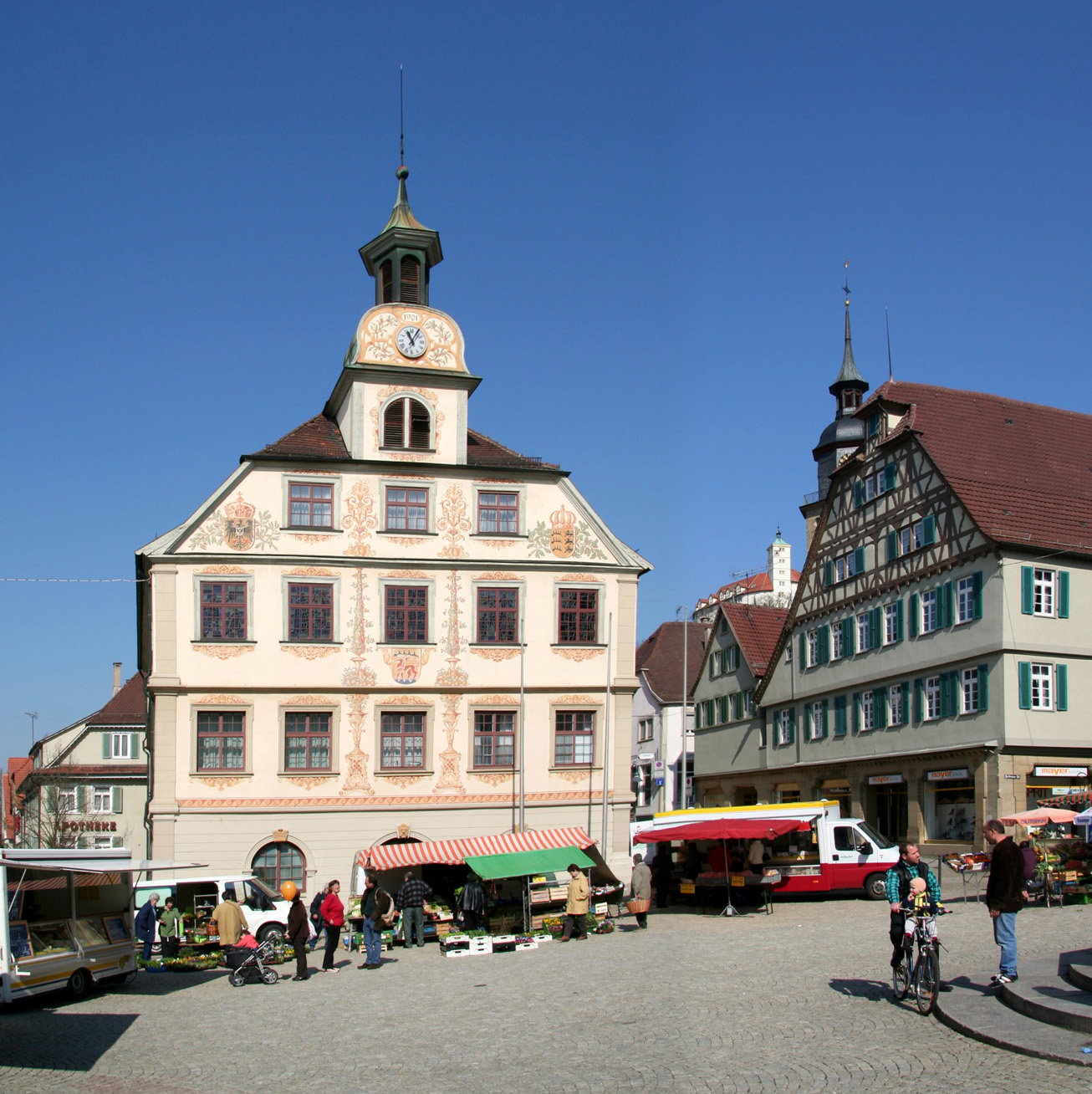
Il Municipio di Vaihingen an der Enz

Nel 1693 un incendio distrusse il vecchio edificio del municipio. Fu ricostruito nel 1720 dopo lunghi anni di controversie fra i cittadini di Vaihingen e l'amministrazione del Württemberg. Il piano terra era originariamente utilizzato come area di vendita per i commercianti.

### Mura cittadine
Un tratto delle mura medioevali è in parte conservato nella Bädergasse, vicolo raggiungibile a piedi che venne costruito nel 1786. Piccoli ponti servivano da collegamento agli edifici come vie di fuga durante le inondazioni.

### Chiesa di San Pietro
La Peterskirche è la più antica chiesa di Vaihingen e risale al 1490. Fino al 1839 la sua funzione era quella di chiesa cimiteriale della città. A partire dal 1871 venne utilizzata come palestra; nel 1980 fu ricostruita secondo lo stile originario. All'ultimo piano dell'edificio si trova il museo cittadino. È tuttora possibile osservare le antiche lapidi del cimitero preesistente.

### La Torre della Puleggia
La torre più antica di Vaihingen è quella di Haspelturm, la cosiddetta "Torre della Puleggia". L'antica decorazione romana indica che potrebbe essere stata costruita già nel XIII secolo. Con i suoi sei piani domina la città vecchia. Al primo piano si trova una puleggia che veniva utilizzata per calare i carcerati nella prigione.

### La Torre della Polvere

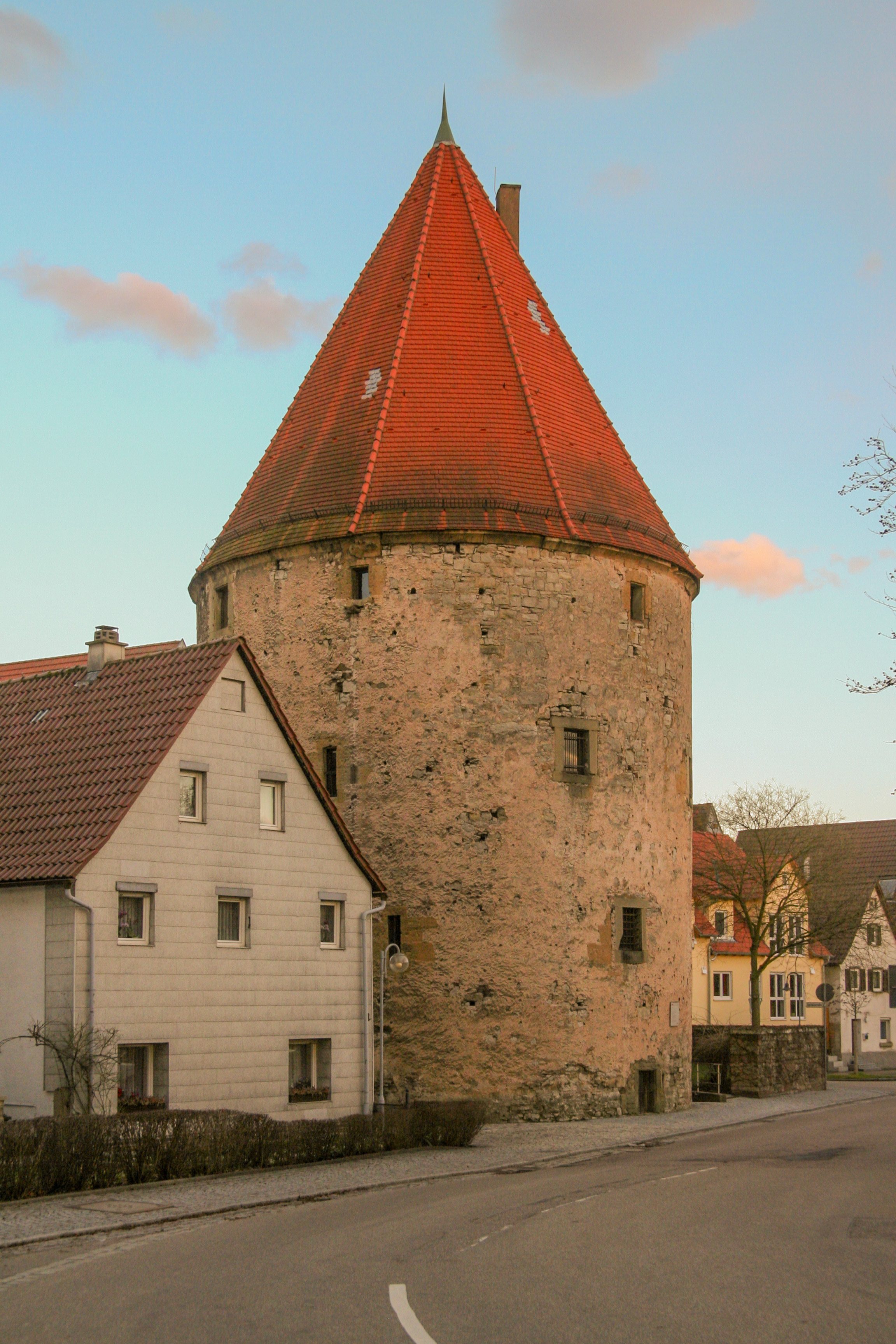
La "Torre della Polvere"

La "Torre della Polvere" (Pulverturm in tedesco) è un edificio che era adibito a prigione ed aveva mura massicce fino a tre metri di spessore. L'ex torre d'angolo del muro difensivo della città venne costruita nel 1492 e non aveva solo la funzione di carcere ma anche quella di riparo per senzatetto e macello. Oggi la torre, con la sua atmosfera storica, può essere usata come luogo per occasioni speciali, in particolare mostre d'arte.

### La Chiesa della città
La chiesa della città fu costruita nel 1513. Ha assunto l'aspetto attuale dopo l'incendio del 1693. In precedenza la chiesa subì distruzioni a causa di altri incendi avvenuti nel 1617 e 1618. Nel 1892–1893 l'interno è stato ricostruito dal maestro Dolmetsch. Le gallerie e le scale esterne posizionate all'entrata sud sono state rimosse negli anni Sessanta del secolo scorso.

### Castello di Kaltenstein

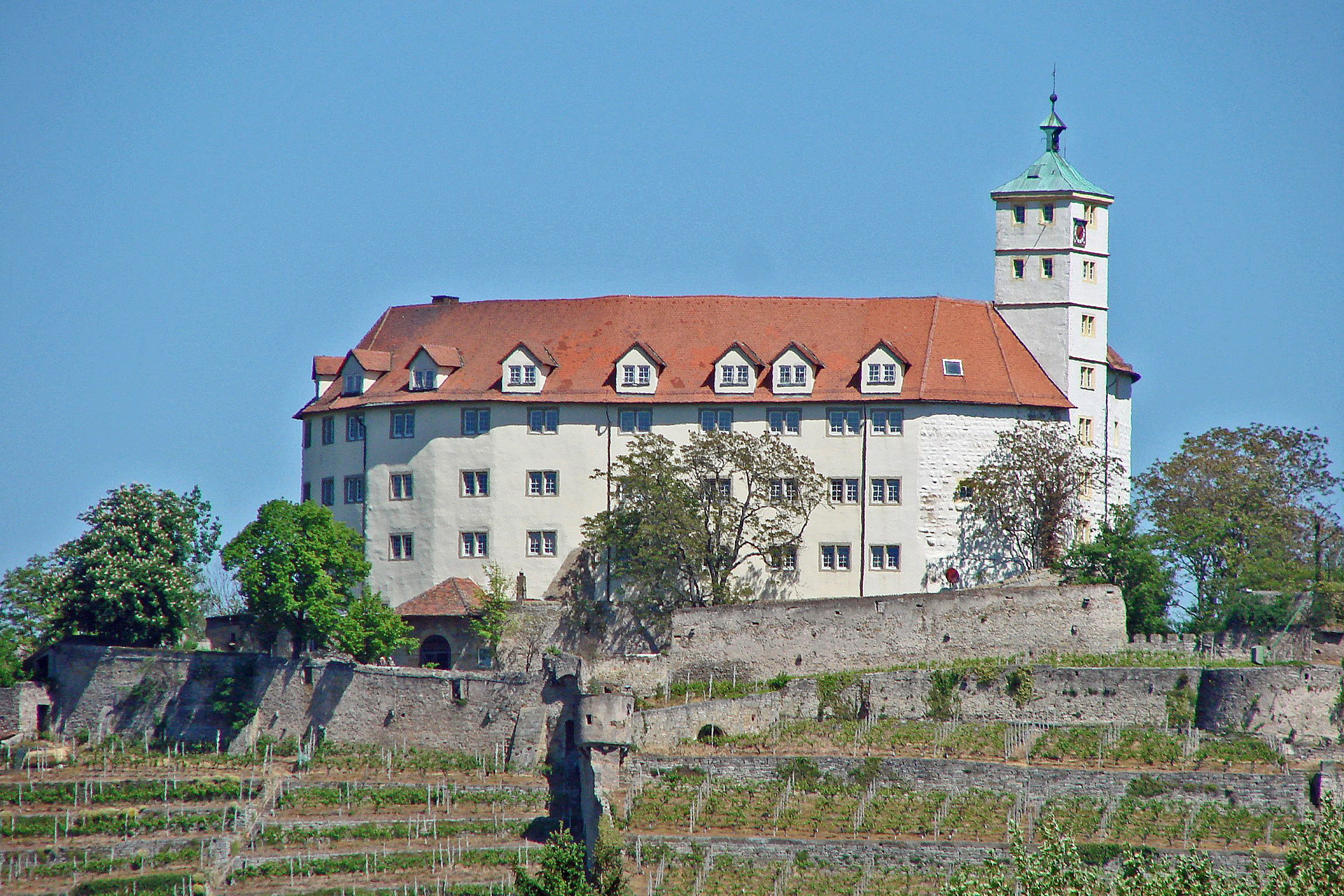
Il castello di Kaltenstein

Il castello di Kaltenstein fu l'ex sede del duca della zona e venne menzionato per la prima volta in un documento del 1096, come "castrum vehingen". Il duca Karl Alexander l'aveva ristrutturato nel 1734 e successivamente fortificato. Fu poi utilizzato come guarnigione e ospedale, dal 1842 come casa di lavoro (nella quale i lavoratori poveri erano alimentati ed alloggiati). Attualmente è sede dell'organizzazione sociale e cristiana di beneficenza "Christlichens Jugenddorf".

## Eventi culturali

### Festival di Maggio
Il Festival di Maggio a Vaihingen an der Enz è uno dei più antichi festival dei bambini nel Baden-Württemberg, documentato fin dal 1687. Nonostante si tenga in concomitanza con la Pentecoste, non si tratta di una processione religiosa. È invece una sfilata che rievoca diversi eventi storici oltre a presentare i club sportivi attuali e le istituzioni del comune. Molte persone che hanno dovuto lasciare Vaihingen, in passato o recentemente, hanno l'opportunità di visitare la loro città natale in occasione di questo evento.